# Edward Max Nicholson
Edward Max Nicholson (Kilternan, Irlanda, 12 de julio de 1904 - 26 de abril de 2003) , conocido como Max Nicholson fue un ambientalista y ornitólogo, fundador del Fondo Mundial para la Naturaleza . 

## Primeros años
Su familia volvió a Inglaterra en 1910, estableciéndose en Staines . Se interesó por la naturaleza a raíz de una visita al museo de historia natural y se dedicó a la observación de aves, manteniendo una lista de aves observadas desde 1913. 
Estudió en la Escuela Sedbergh de Cumbria y en el Hertford College de Oxford (desde 1926), en ambos casos con beca. En Oxford, estudió historia y visitó Groenlandia y la Guayana Británica como miembro fundador del Club de Exploración de la Universidad de Oxford . Organizó recuentos y censos de aves en la granja de la Universidad en Sanford.  En 1928 creó la primera encuesta nacional de observación de aves (sobre la garza real). 

## Ornitología y conservación
Pájaros en Inglaterra (1926) fue su primer libro. En El arte de observar aves (1931), analizó el potencial de la observación de aves para promover su conservación. En 1932 fundó el British Trust for Ornithology, del que fue tesorero y más tarde presidente (1947-1949). Entre 1947 y 1948, junto con el entonces director general de la organización científica y educativa de las Naciones Unidas, UNESCO, Julian Huxley, participó en la formación de la Unión Internacional para la Protección de la Naturaleza (UIPN) (ahora Unión Internacional para la Conservación de la Naturaleza (UICN)).
En 1949, supervisó la Ley de Parques Nacionales y Acceso al Campo de 1949, que estableció Nature Conservancy, un consejo de investigación estatal británico que permitió la protección legal de las reservas naturales nacionales y los Sitios de Especial Interés Científico ( SSSI ). Reemplazó al capitán Cyril Diver como director general de Nature Conservancy  (1952 - 1966). Bajo su dirección  Conservancy se estableció como un organismo de investigación y gestión que promovía la ecología para la toma de decisiones y la gestión del uso de la tierra. La Estación Experimental Monks Wood fue quizás la primera en examinar el efecto de los productos químicos tóxicos en la vida silvestre. 
En 1952 contrajo la polio en Baluchistán, lo que lo dejó cojeando. En 1961, Nicholson, junto con Victor Stolan, Sir Peter Scott y Guy Mountfort, formaron el grupo que creó el Fondo Mundial para la Naturaleza (WWF) (ahora el Fondo Mundial para la Naturaleza ).  También fue fundador del Instituto Internacional de Medio Ambiente y Desarrollo . En 1966, fundó y dirigió la empresa medioambiental Land Use Consultants (LUC), permaneciendo en ella hasta 1989. Uno de los primeros informes de la LUC fue 'Parkways in principles and Practice' (1967), en el que Nicholson instaba a que "los problemas de recreación, tráfico, calidad ambiental y conservación deberían estudiarse juntos.".
En 1957 participó en la expedición hispano-británica a Doñana.
De 1951 a 1960, fue editor de "British Birds" y editor jefe de The Birds of the Western Palearctic ("BWP", 1977-1994, OUP ) de 1965 a 1992. Fue el único autor que se mantuvo fiel al proyecto, escribiendo personalmente las secciones sobre el hábitat de todas las especies.  En 1971, impartió la Conferencia Memorial Witherby sobre el tema de los Geogramas. 
En 1976, jugó un papel decisivo en la creación del primer parque ecológico urbano de Gran Bretaña  y del Trust for Urban Ecology . En 1978 fundó ENDS Report, que se convirtió en una revista influyente para las políticas ambientales. Fue presidente de la Real Sociedad para la Protección de las Aves de 1980 a 1985, ayudó a crear el New Renaissance Group y fue fideicomisario de Earthwatch Europe . En 1995, apareció como invitado en Desert Island Discs . 
La Royal Geographical Society le concedió la Medalla Busk en 1990. 

## Otras actividades
El ensayo de Nicholson de 1931 Un plan nacional para Gran Bretaña condujo a la formación del grupo de expertos Political and Economic Planning (PEP), actualmente Policy Studies Institute . Escribió "El Sistema" sobre sus ideas acerca de cómo gobernar un país.
Se unió al servicio civil en 1940, durante la Segunda Guerra Mundial, asistiendo a conferencias en Quebec y El Cairo, y estuvo con Winston Churchill en las conferencias de paz de posguerra en Yalta y Potsdam . Desde 1945 hasta 1952, fue secretario privado de Herbert Morrison, vice primer ministro. También presidió el comité del Festival de Gran Bretaña de 1951. Durante los años de guerra organizó las operaciones de transporte marítimo y de convoyes a través del Atlántico. Estuvo involucrado en la planificación de la "Operación Overlord", la invasión de Europa. Por sus servicios fue galardonado con el CVO y el CB. 

## Vida personal
Nicholson se casó con Mary Crawford en 1932 y tuvieron dos hijos, Piers y Tom. El matrimonio se disolvió en 1964 y Crawford murió en 1995. Luego, Nicholson se casó con Marie Mauerhofer (conocida como Toni) en 1965; tuvieron un hijo, David, que murió en 2002.

## Legado

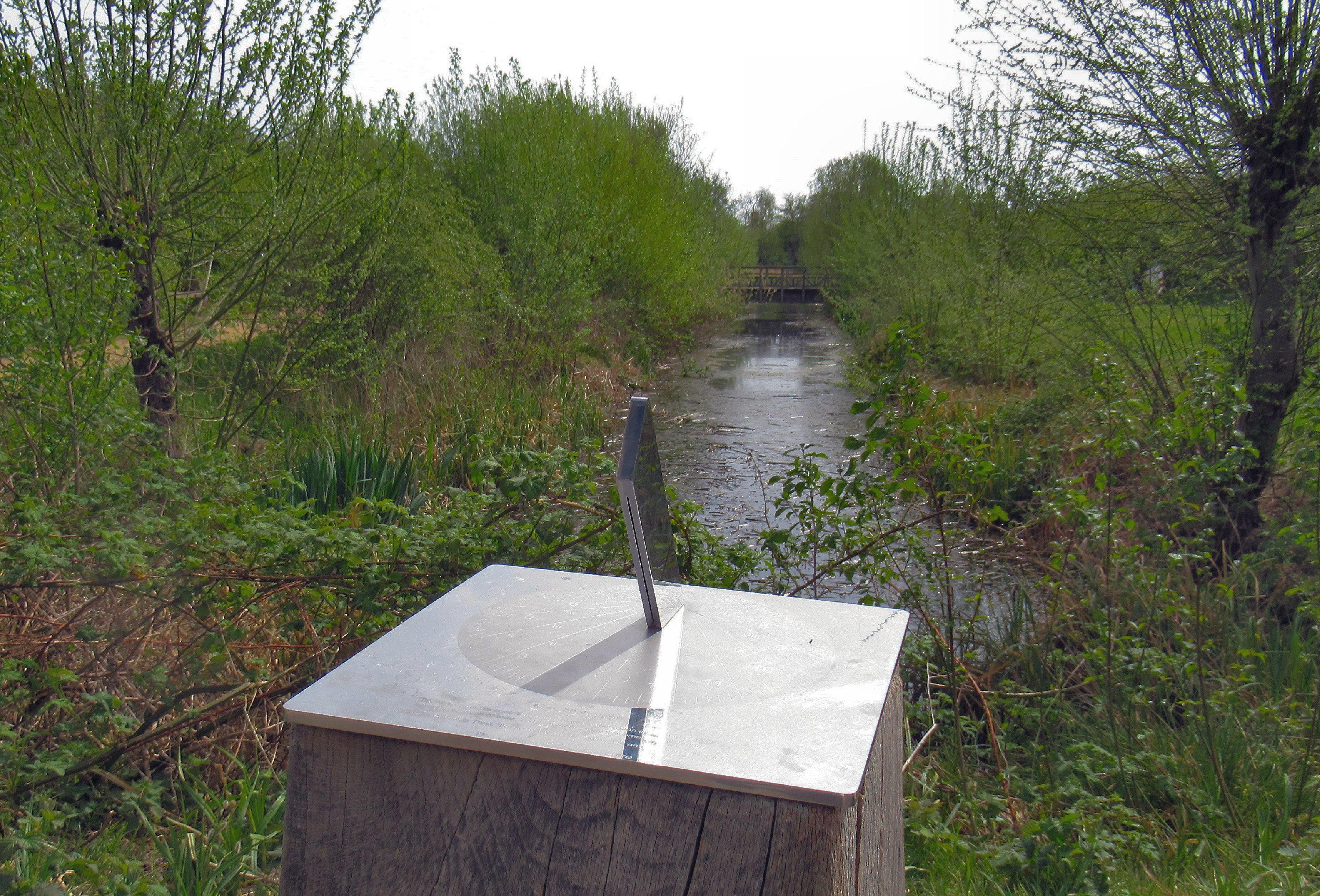
Reloj de sol, Centro de humedales de Londres

Todos los 12 de julio, el cumpleaños de Nicholson, un grupo de personas recorre una sección del Jubilee Walkway en Londres para celebrar su labor de establecer la ruta.  Se han colocado dos relojes de sol conmemorativos: uno del Wildfowl & Wetlands Trust en el WWT London Wetland Centre en Barnes, Londres, y otro en la Escuela Sedbergh en Cumbria, donde Nicholson fue a la escuela.

## Publicaciones seleccionadas
- Pájaros en Inglaterra (1926)
- Cómo viven los pájaros (1927)
- El arte de observar aves (1931)
- El marco humanista (1961) (contribución)
- El sistema: el mal gobierno de la Gran Bretaña moderna (1967)
- La revolución ambiental : Una guía para los nuevos amos del mundo (1970)